# Blacksite: Area 51
Blacksite: Area 51 är ett spel till PC, Playstation 3 och Xbox 360 som utvecklats av Midway Studios Austin och getts ut av Midway Games. Spelet släpptes under 2007. Spelet använder sig av en modifierad version av grafikmotorn Unreal Engine 3.